# Cabila
Una cabila (de l'àrab قبيلة, qabīla, ‘tribu’, ‘llinatge’, ‘nissaga’, plural قبائل, qabāʾil) és una agrupació d'un nombre important de gent, els membres de la qual es consideren sorgits d'un ancestre comú.

## Protectorat espanyol del Marroc
Durant el protectorat espanyol del Marroc, les cabiles van ser la base de l'organització politicoadministrativa en l'àmbit territorial. Cadascuna d'aquestes estava governada per un caid, encara que algunes es van resistir a acceptar l'estructura imposada per l'administració colonial i van ser administrades directament per interventors militars.